# Melanommataceae
Melanommataceae is een familie van de  Ascomyceten. De naam van het geslacht is voor het eerst geldig gepubliceerd door de Duitse mycoloog Heinrich Georg Winter in 1885.

## Geslachten
De familie bestaat uit de volgende geslachten:
- Acrocordiopsis – Alpinaria – Aposphaeria – Asymmetricospora – Bicrouania – Byssosphaeria – Calyptronectria – Fusiconidium – Herpotrichia – Mamillisphaeria – Marjia – Melanocamarosporioides – Melanocamarosporium – Melanocucurbitaria – Melanodiplodia – Melanomma – Monoseptella – Muriformistrickeria – Navicella – Neobyssosphaeria – Nigrolentilocus – Petrakia – Phragmocephala – Phragmotrichum – Pleotrichocladium – Praetumpfia – Pseudobyssosphaeria – Pseudodidymella – Sarimanas – Uzbekistanica